# Gosset de les praderies de Gunnison
El gosset de les praderies de Gunnison (Cynomys gunnisoni) és una espècie de rosegador esciüromorf de la família dels esciúrids propi de la zona dels Four Corners dels Estats Units. Viu principalment en prades de matoll i hiberna de novembre a març.